# Ligne de Mohon à Thionville
La ligne de Mohon à Thionville est une ligne ferroviaire française à écartement standard et à double voie. Elle constitue un maillon de l'ancienne relation voyageurs Calais - Bâle aujourd'hui disparue (dans la mesure où plus aucun train de voyageurs ne relie ces deux villes sans changement). Elle connaissait une activité fret soutenue correspondant aux échanges entre le nord de la France (port de Dunkerque en particulier) et le bassin industriel lorrain. 
Elle constitue la ligne 204 000 du réseau ferré national.
Elle constituait une partie de la ligne 2 (Paris - Trilport - Reims - Charleville-Mézières - Longuyon - Longwy), ainsi que la ligne 7 (Longuyon - Thionville) dans l'ancienne numérotation SNCF des lignes de la région Est.

## Histoire
La section de Mohon à Sedan fait partie d'un ensemble de lignes concédé pour 99 ans par une convention signée le 19 juillet 1853 entre le ministre des Travaux Publics et une société représentée par MM. le comte Siméon, le duc de Mouchy, le baron de Ladoucette, le député J. Riché, le baron Seillière. Cette convention est approuvée par décret impérial le lendemain.
La section de Sedan à Thionville est concédée à la Compagnie du chemin de fer des Ardennes et de l'Oise par une convention signée le 10 juin 1857 entre le ministre des Travaux publics et la compagnie. Cette convention est approuvée par un décret à la même date. Le 28 juin 1857, la Compagnie du chemin de fer des Ardennes et de l'Oise prend le nom de Compagnie du chemin de fer des Ardennes. Ce changement est approuvé par un décret impérial le 3 juillet suivant.
La Compagnie des chemins de fer des Ardennes est rachetée par la Compagnie des chemins de fer de l'Est selon les termes d'un traité signé le 12 mai 1857. Ce traité est approuvé par deux décrets impériaux le 11 juin 1859,. Toutefois la convention ne prévoit que le rachat ne sera effectif que deux ans après la mise en service du réseau de la Compagnie des chemins de fer des Ardennes. Cette clause est modifiée selon les termes d'une convention signée le 15 mars 1863 entre les deux compagnies, qui fixe la date de la fusion au 1er janvier 1864. Cette convention est approuvée par un décret impérial le 11 juin suivant.
À la suite de la défaite de la Guerre franco-allemande de 1870, le traité de Francfort intègre Alsace-Moselle au territoire allemand, englobant toute la ligne à l'est de la gare d'Audun-le-Roman, qui devient jusqu'en 1918 une station frontalière avec le réseau de la Direction générale impériale des chemins de fer d'Alsace-Lorraine (EL). Un saut-de-mouton facilitant le changement de sens de circulation sera réalisé[Quand ?] juste avant la frontière et sert encore de nos jours. La ligne de Longuyon à Onville et Pagny-sur-Moselle est construite afin de restaurer une liaison ferroviaire vers la Moselle.
Dans le cadre d'un ajustement des limites entre les réseaux de la Compagnie des chemins de fer de l'Est et de l'Administration des chemins de fer d'Alsace et de Lorraine, par une convention signée le 1er octobre 1930 entre le ministre des Travaux publics et les compagnies, l'État attribue à l'Administration des chemins de fer d'Alsace et de Lorraine la concession de la section de ligne entre l'ancienne frontière et Audun-le-Roman. Cette convention est approuvée par une loi le 8 juillet 1933.

### Chronologie
Chronologie des ouvertures :

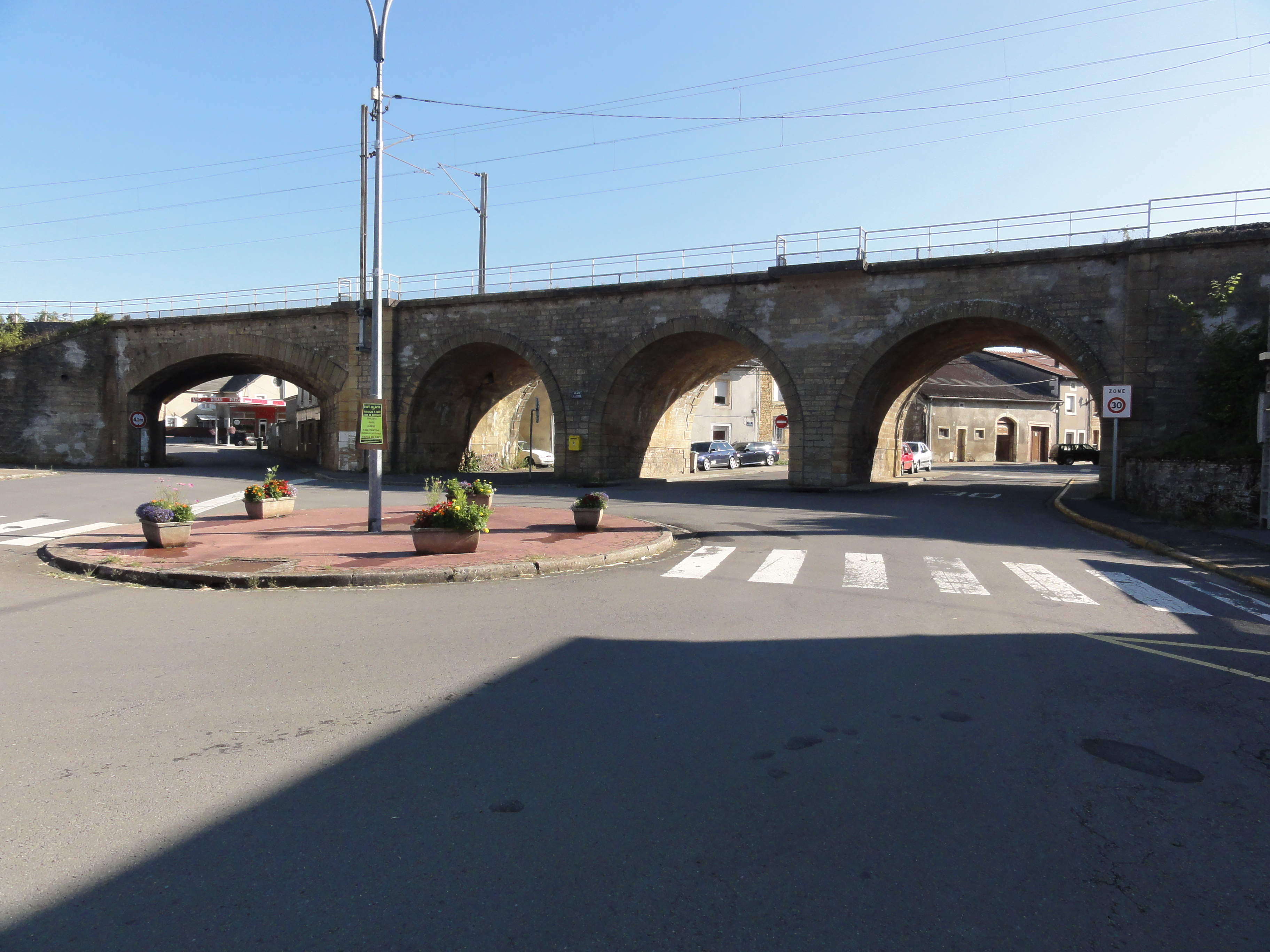
Le viaduc du chemin de fer à Pierrepont.

- De Mohon à Donchery, le 14 décembre 1858 ;
- De Donchery à Sedan, le 17 mai 1859 ;
- De Sedan à Carignan, le 23 septembre 1861 ;
- De Carignan à Montmédy, le 23 avril 1862 ;
- De Montmédy à Pierrepont, le 1er août 1862 ;
- De Pierrepont à Thionville, 25 avril 1863.

### Électrification
La ligne est électrifiée en 25 kV - 50 Hz, les dates de mise sous tension sont les suivantes : de (Charleville-Mézières) à Mohon et Lumes, le 2 juillet 1954 (y compris raccordement de Charleville) ; de Lumes à Thionville, le 6 mai 1955 (ainsi que la ligne de Montmédy à Écouviez et le raccordement de Montmédy) ; Raccordement d'Uckange, en juillet 1956 ; Raccordement de Mohon, le 8 décembre 1964.

## Caractéristiques

### Tracé
Le profil est moyen avec des déclivités maximum de 11,5 mm/m.

### Équipement
Trois sous-stations 25 kV - 50 Hz assurent l'alimentation : Mohon, Chauvency et Thionville-Beauregard. Elle est équipée du block automatique lumineux (BAL), du contrôle de vitesse par balises (KVB) ainsi que de la radio sol-train (système GSM-R).

### Vitesse limite
La vitesse des trains est limitée à 120 km/h de Mohon à Longuyon et à 100 km/h au-delà.

## Exploitation
Cette ligne a connu un important trafic fret depuis les charbonnages du Nord vers les hauts-fourneaux de Lorraine. Ce trafic a largement diminué depuis le déclin de ces industries.
En 2024, il y avait en moyenne 37 trains par jour jusqu'à Longuyon et 20 au-delà.

### bibliographie
- Jean-François Troin, « La voie ferrée Valenciennes-Thionville et l'expansion économique du Nord », Revue du Nord, t. 39, no 155 « Livraison géographique n° 6 »,‎ juillet-septembre 1957, p. 3-12 (DOI https://doi.org/10.3406/rnord.1957.5671, lire en ligne, consulté le 21 février 2021), sur Persée.